# 相模灣

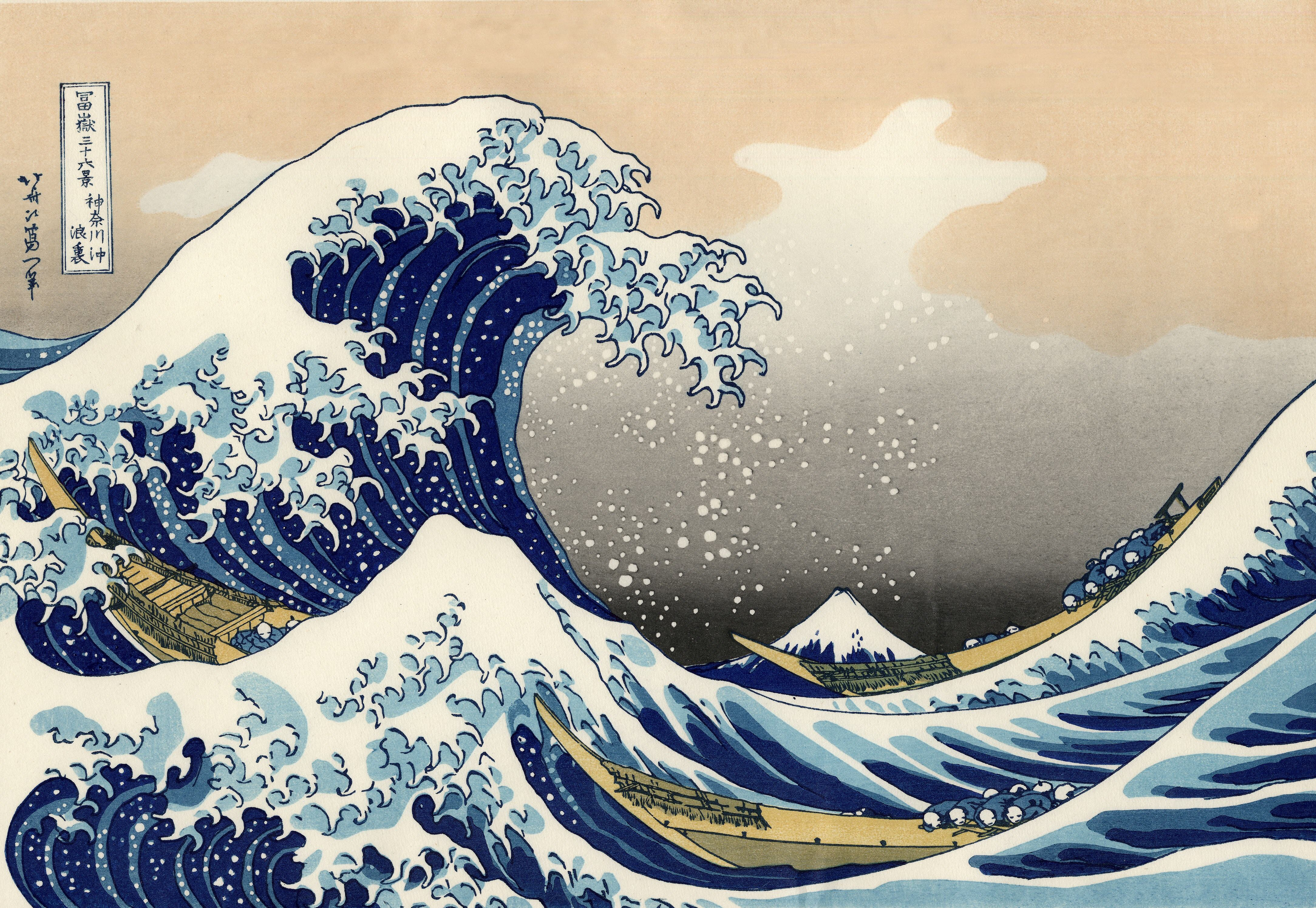
《神奈川沖浪裏》，葛飾北齋

相模灣（日语：／ Sagami wan */?）是位于日本關東地方南部的一個海湾。範圍為三浦半島南端城島（三浦市）到真鶴半島真鶴岬（真鶴町）之間連線以北的海域。相模灣是北美板塊與菲律賓海板塊交界地，三次關東大地震的震源——相模斷層通過這里，灣內最深處達1600米。

## 鄰近縣市自治體
它面向神奈川縣南部的以下城鎮村町。
- 三浦市
- 橫須賀市
- 葉山町
- 逗子市
- 鎌倉市
- 藤澤市
- 茅崎市
- 平塚市
- 大磯町
- 二宮町
- 小田原市
- 真鶴町
- 湯河原町

35°18′N 139°24′E / 35.3°N 139.4°E